# Łaziska-Kolonia
Łaziska-Kolonia [waˈʑiska kɔˈlɔɲUn] es un pueblo en el distrito administrativo de Gmna Łaziska, dentro de Opole Lubelskie Condado, Lublin Voivodeship, en Polonia oriental. Se encuentra aproximadamente a 3 kilómetros al sur de Łaziska, a 7 kilómetros del sur-del oeste de Opole Lubelskie, y a 50 kilómetrosal oeste de la capital regional Lublin.
El pueblo tiene una población de 200 habitantes.